# 古特納赫河
48°12′36″N 10°19′5″E / 48.21000°N 10.31806°E
古特納赫河是德國的河流，位於該國東南部，由巴伐利亞負責管轄，屬於哈瑟爾巴赫河的右支流，河道全長12.5公里，河口處在埃伯斯豪森東北面。